# Temu (Online-Marktplatz)
Temu ist ein Online-Marktplatz, der 2022 als Tochter der PDD Holdings Inc. mit Sitz in Shanghai gegründet wurde.

## Geschichte
Temu wurde 2022 in Boston, Massachusetts, von einer Gruppe ehemaliger Mitarbeiter von Pinduoduo gegründet, um US-amerikanischen Verbrauchern Zugang zu Produkten aus der Volksrepublik China zu bieten. Die Aktie wird in den Vereinigten Staaten am Nasdaq gehandelt. Im September 2022 startete Temu in den USA und erweiterte im Frühjahr 2023 seine Dienste in die europäischen Länder Deutschland, Italien, Frankreich, Spanien, Vereinigtes Königreich und Niederlande. Auch in der Schweiz wurden ab März 2023 bis zum Jahresende laut Schätzungen 350 Millionen Franken Umsatz erzielt. Der Schweizer Konsumentenschutz rief dazu auf, «auf Käufe von sensiblen Sachen wie Spielzeug oder elektronischen Produkten zu verzichten». Temu ist gegenwärtig in mehr als 90 Märkten weltweit tätig.
Zur Jahresmitte 2023 war Temu eine der in den Monaten zuvor am häufigsten heruntergeladenen kostenlosen Apps in den iPhone- und Android-Appstores. Laut Europäischer Kommission hat der chinesische Discount-Onlineshop in der EU mehr als 45 Millionen Nutzer monatlich (Stand Frühjahr 2024) mit steigender Tendenz. Nach dem Digital 100 Web & App Report 2025 von Similarweb gehört Temu derzeit zu den zehn am schnellsten wachsenden Websites in Deutschland. Im Jahr 2024 war Temu in den USA die meistgeladene kostenlose App im Apple App Store.

## Geschäftsmodell
Temu fungiert als Vermittler zwischen Verkäufern  und Käufern. Seit 2024 lädt das Unternehmen im Rahmen seines „Local-to-local“-Programms auch europäische Produzenten unter anderem aus Deutschland, Österreich, Frankreich, Spanien, Italien, Großbritannien und Polen ein, ihre Produkte auf seiner Plattform anzubieten. In der Perspektive sollen bis zu 80 Prozent des europäischen Umsatzes über lokale Anbieter erwirtschaftet werden. Erklärtes Ziel ist es, lokale Händler stärker einzubinden und Lieferzeiten für Kunden europaweit deutlich zu verkürzen. Händler berichten von einer erfolgreichen Expansion durch die Partnerschaft.
Laut einer Ipsos-Studie, die Temu Anfang 2025 in Auftrag gegeben hat, sagen allein in Großbritannien 14 Prozent der Befragten, Temu für eine Unternehmensgründung oder zum Ausbau ihres Geschäfts genutzt zu haben. Demnach sind deutsche Verbraucher besonders preisbewusst: 73 Prozent geben an, dass der Preis das wichtigste Kriterium beim Online-Shopping ist, und 65 Prozent vergleichen vor dem Kauf häufig die Preise.
Das Unternehmen führt kein eigenes Warenlager. Über Temu werden hauptsächlich Mode, Elektronik, Haushaltswaren, Schönheitsprodukte, Spielzeug und Nonfood-Haustierbedarf angeboten. Die Versandkosten sind bei Temu im Kaufpreis enthalten. Potentielle Käufer eines Produkts werden animiert, weitere Käufer zu finden, um Rabatte zu erhalten (Social Commerce).
Temu lockt mit schriller Werbung und niedrigen Preisen und bewirbt ein Einkaufserlebnis „wie für Milliardäre“. Die App bietet eine breite Palette von Produkten zu niedrigen Preisen an und konkurriert mit anderen bekannten E-Commerce-Plattformen wie Amazon, Shein und Walmart. Die App setzt auf Gamification, um die Kunden anzusprechen.
Temu erwirtschaftete Mitte 2023 Verluste von mehreren Millionen US-Dollar, konnte jedoch seinen Marktanteil erhöhen.

## Kritik und Kontroversen
Temu steht im Mittelpunkt verschiedener Kontroversen rund um mögliche unlautere Geschäftspraktiken. Die NZZ fasste im Mai 2024 zusammen, Temu verkaufe massenhaft Produkte mit schlechter Qualität und ohne Rücksicht auf die Umwelt. Im November 2024 bemerkte die NZZ, Temus Erfolg basiere nicht nur auf günstigen Preisen, sondern auch auf Schnelligkeit und innovativen Elementen. Medienberichten zufolge beschwerten sich Schweizer Konsumenten- und Händlerverbände 2024 beim SECO, die Website der Online-Plattform Temu sei irreführend. Der anschließende Austausch des SECO mit Temu konnte im April 2025 erfolgreich abgeschlossen werden. Laut SRF hat sich SECO mit Temu auf Anpassungen von Darstellungen auf der Website geeinigt.
Im Oktober 2024 leitete die EU-Kommission ein formelles Verfahren gegen Temu ein; die Behörde verdächtigt Temu, gegen das Gesetz über digitale Dienste zu verstoßen. Bestimmte unseriöse Händler würden wieder auf der Plattform auftauchen, nachdem sie gesperrt worden seien. Das Verfahren soll prüfen, ob Temu ausreichend gegen den Verkauf illegaler Produkte vorgeht.
Im Mai 2024 wurde Temu von der EU als „sehr große Online-Plattform“ eingestuft und unterliegt gemäß dem Digital Services Acts (DSA) seither bestimmten Auflagen. Ein regelmäßiger Transparenzbericht, der Einblicke in die Sicherheitsvorkehrungen hinsichtlich strafbarer Inhalte geben soll, wurde im Dezember 2024 zum ersten Mal vorgelegt. Demnach hatte Temu innerhalb der EU durchschnittlich 93,7 Millionen monatliche Nutzer, 16,4 Mio. davon in Deutschland.
Der deutsche Handelsverband geht seit April 2025 juristisch gegen Temu vor.
Von Stiftung Warentest wurde Temu indessen mit „gut“ bewertet. Temu schnitt ähnlich ab wie der Online-Handel-Konkurrent Amazon.

### Mangelhafte Qualität und Sicherheit elektronischer Güter
Von Temu angebotene elektronische Waren haben mitunter keine oder gefälschte CE-Kennzeichnungen. Bei deren Prüfung stellten südkoreanische Gesundheitsbehörden eine Überschreitung der erlaubten Schadstoffwerte (z. B. Formaldehyd und Phthalate) über dem Hundertfachen fest. Temu erklärte in Reaktion auf die Vorwürfe aus dem Frühjahr 2024, man habe die betreffenden Produkte aus dem Angebot genommen und versuche, den Händlern bei Temu die Einhaltung von Sicherheitsstandards und gesetzlichen Vorschriften zu ermöglichen.
2025 testete die Schweizer Konsumenten Kassensturz erneut: Elf von zwölf geprüften Elektronikgeräten waren bestenfalls «nichts wert», schlimmstenfalls «richtig gefährlich». Die ebenfalls geprüften Sonnencremes fielen bei der Qualitätskontrolle „desaströs“ durch, sie dürften laut der Laborleiterin überhaupt nicht als Sonnenschutzmittel verkauft werden.

### Mangelhafte Qualität und Sicherheit von Spielwaren
Viele von Temu gelieferte Spielwaren sind gesundheitsgefährdend. Im Herbst 2023 testete der Schweizer Spielwarenverband und fand Gifte, was im Ausland bestätigt wurde. Im Februar 2024 meldete der Verband Toy Industries of Europe, dass 18 von 19 bei Temu bestellte Spielwaren die Gesundheit gefährden würden. Das Schweizer Bundesamt für Lebensmittelsicherheit und Veterinärwesen (BLV) schrieb auf Linkedin: „Wenn dir Sicherheit wichtig ist, dann kaufe Kinderspielzeug in Schweizer Onlineshops.“ Auch die österreichische Agentur für Gesundheit und Ernährungssicherheit stellte in einem 2024 durchgeführten Test von bei Temu angebotenem Spielzeug teils für Kinder lebensgefährliche Mängel fest.

### Betrugsvorwürfe
Aufgrund der unrealistisch niedrigen Preisgestaltung entstand der Vorwurf, durch betrügerische Aktivitäten die Preise künstlich zu drücken. Ein Mittel soll der systematische Zollbetrug sein, bei dem der Wert der importierten Ware auf den Einfuhrpapieren stark untertrieben wird, um keine Steuern zu bezahlen. Lieferungen bis 150 € sind als „Sendungen von geringem Wert“ in der EU zollfrei.
Temu kooperiert mit Eurofins Consumer Product Testing und Eurofins Assurance sowie mit der International Anti Counterfeiting Coalition (IACC) um die Produktsicherheit zu erhöhen und regulatorische Anforderungen zu erfüllen.

### Umgang mit persönlichen Daten und Zugriff auf Geräte von Temu-Kunden
Temu kann laut seiner Datenschutzerklärung jederzeit auf Bankdaten, Kamera, Bilder und Tonaufnahmen auf den Geräten der Nutzer zugreifen. Des Weiteren warnt die Verbraucherzentrale, dass Temu sogar öffentlich kommuniziere, die persönlichen Daten der Benutzer zu sammeln und für kommerzielle Zwecke an Dritte zu vermarkten. Auch die chinesische Eigentümerschaft und die allgemein undurchsichtige Unternehmensstruktur seien in diesem Kontext bedenklich.
Im März 2024 trat Temu der Anti-Phishing Working Group (APWG) bei, einer internationalen Brancheninitiative zur Bekämpfung von Onlinebetrug und Identitätsdiebstahl.
Im Oktober 2024 wurde Temu in Deutschland der Negativpreis „Big Brother Award“ verliehen.
Im Dezember 2024 veröffentlichte das Schweizerische Nationale Testinstitut für Cybersicherheit (NTC) eine technische Analyse der Temu-App. Dabei konnten keine eindeutig kritischen Sicherheitsrisiken oder Hinweise auf unerlaubte Überwachung festgestellt werden. Zwar identifizierte das Institut technische Auffälligkeiten, diese wurden jedoch nicht als grundsätzlich sicherheitswidrig bewertet. Die Nutzung der App sollte „kritisch hinterfragt“ werden.
Die Android-Version der App wurde im Rahmen des MASA-Programms (Mobile App Security Assessment) der von Google koordinierten App Defense Alliance überprüft. Dabei wurden die grundlegenden Anforderungen an technische Sicherheit auf Android erfüllt.

### Haftung und Versicherung
Für außereuropäische Waren übernehmen Importeure in der EU die Produkthaftung. Bei Temu geht die Produkthaftung auf den Kunden über, da dieser per Definition zum Importeur wird bzw. Temu nicht als Verkäufer auftritt. Somit haften Temu-Kunden, wenn über Temu erworbene Produkte Schaden verursachen.

### Umweltaspekte und Nachhaltigkeit
Bemängelt wurde auch, dass der Versand über den Luftweg erfolgt, um kurze Lieferzeiten einzuhalten – mit fragwürdigen Umweltauswirkungen. Laut René Itten von der Zürcher Hochschule für Angewandte Wissenschaften beträgt der Treibstoffverbrauch für den Versand der Produkte per Flugzeug im Vergleich zu jenem per Schiff das fünfzigfache. Temu räumt selbst ein, in Sachen Nachhaltigkeit noch am Anfang zu stehen. Temu kooperiert daher mit der Organisation Trees for the Future, die Bäume in Afrika pflanzt. Die Bäume können von den Kunden für einen geringen Betrag zusätzlich zu deren Bestellung gekauft werden. Nach Angabe von Temu sind bislang rund 20 Millionen Bäume gepflanzt worden (Stand: Juni 2025). Aufgrund der fehlenden Umstrukturierung der internen Prozesse im Unternehmen wird dies jedoch unter anderem von der Deutschen Umwelthilfe als Greenwashing angesehen.
In Frankreich wurden für Anbieter wie Temu 2024 Umweltschutz-Auflagen in Sachen beschlossen, z. B. Aufschläge für nicht recyclingfähige Waren.

### Verkaufsförderung und Kundenbindung
Laut der Initiative Schau hin! verwendet Temu mit Fokus auf junge Kunden Gutscheine, Rabattcodes und Dark Patterns, die zum übermäßigen Konsum motivieren und Kunden an die Temu-App binden sollen.